# Provinz Panamá Oeste
Die Provinz Panamá Oeste ist die jüngste von zehn Provinzen in der Republik Panama in Mittelamerika. Hauptstadt der Provinz ist La Chorrera. Im Jahr 2023 hatte sie 653.665 Einwohner auf einer Fläche von 2892,1 km².
Die Provinz liegt an der Pazifikküste am Golf von Panama und wird im Osten durch den Panamakanal begrenzt.
Entstanden ist diese jüngste Provinz des Landes durch die Abtrennung der fünf westlich des Panamakanals gelegenen Bezirke der Provinz Panamá. Das entsprechende Gesetz wurde zum 1. Januar 2014 wirksam.
Die fünf Bezirke (distritos) –  in insgesamt 60 corregimientos unterteilt – sind (in Klammern die Hauptorte):
1. Bezirk Arraiján (Arraiján)
2. Bezirk Capira (Capira)
3. Bezirk Chame (Chame)
4. Bezirk La Chorrera (La Chorrera)
5. Bezirk San Carlos (San Carlos)